# Talensac
Talensac (bret. Talenseg) – miejscowość i gmina we Francji, w regionie Bretania, w departamencie Ille-et-Vilaine.
Według danych na rok 1990 gminę zamieszkiwało 2057 osób, a gęstość zaludnienia wynosiła 95 osób/km² (wśród 1269 gmin Bretanii Talensac plasuje się na 301. miejscu pod względem liczby ludności, natomiast pod względem powierzchni na miejscu 462.).